# Miloš Milojević
Miloš Milojević (Knjaževac, Yugoslavia, 29 de septiembre de 1982) es un exjugador y entrenador de fútbol serbio. Actualmente dirige al Sharjah FC de la UAE Pro League.

## Carrera como jugador
Cuando era joven, Milojević formó parte de las academias de Radnički Niš y Estrella Roja de Belgrado. Desde su debut absoluto en 2000, jugó en la Prva Liga Srbija y la Srpska Liga, la segunda y tercera división nacionales, principalmente para el FK Timok.También jugó para Timok en la Copa de Serbia y Montenegro 2005-06, eliminando al Partizán en la primera ronda.
En 2006, se mudó al extranjero por primera vez en su carrera, firmando con el club islandés Hamar. Pasó a representar a Ægir y Víkingur, jugando en la máxima categoría Úrvalsdeild con este último club, antes de retirarse por lesiones en 2011.

## Carrera como entrenador

### Víkingur y Breiðablik
Después de retirarse como jugador, Milojević comenzó a trabajar como entrenador juvenil en Islandia. En el verano de 2013 se convirtió en entrenador asistente de su antiguo club, el Víkingur. Junto con el entrenador Ólafur Þórðarson, llevó al equipo al cuarto lugar en la clasificación en la Úrvalsdeild de 2014, su mejor resultado desde que ganó el campeonato en 1991. El club fue eliminado en la primera ronda de clasificación de la Europa League 2015-16 ante el FC Koper de Eslovenia. El 15 de julio de 2015, fue ascendido a entrenador del Víkingur y llevó al club al noveno lugar en la temporada 2015.En 2016, el club terminó séptimo en la tabla. Presentó su renuncia el 19 de mayo de 2017, por desacuerdos con la directiva, ya que el club quedó décimo en la tabla.
El 22 de mayo de 2017, pocos días después de su salida de Víkingur, Milojević fue nombrado entrenador del Breiðablik de la Úrvalsdeild, en sustitución de Arnar Grétarsson, que había sido despedido por el club.Llevó al equipo al sexto lugar en la tabla, pero se marchó a finales de año.

### Mjällby AIF
El 17 de noviembre de 2017, se anunció que Milojević se uniría al club sueco Mjällby AIF antes de la temporada 2018, como entrenador asistente y jefe de desarrollo juvenil.Compitiendo en Ettan Södra, la tercera división de Suecia, asumió el cargo de entrenador el 18 de junio cuando Jonas Andersson dimitió por motivos personales. El club ganó la liga con 21 victorias en 30 partidos, doce puntos por delante del segundo clasificado, Oskarshamns AIK, en la tabla. El 22 de noviembre de 2018, firmó un nuevo contrato de dos años con el club.
En 2019, Mjällby ganó la Superettan, la segunda división de Suecia, como recién llegado, tras 17 victorias en 30 partidos, dos puntos por delante del Varbergs BoIS. A pesar de conseguir dos ascensos en sólo dos temporadas al mando del Mjällby, abandonó el club el 1 de diciembre de 2019, tras no poder llegar a un acuerdo sobre nuevos términos con su directiva.

### Asistente en Estrella Roja
El 19 de diciembre de 2019, Milojević se incorporó al Estrella Roja de Belgrado como asistente del técnico Dejan Stanković.El club ganó la Superliga de Serbia 2019-20, 15 puntos por delante del Partizán, rival de la ciudad.
En la temporada 2020-21, el Estrella Roja de Belgrado se mantuvo invicto durante toda la temporada liguera, ganó 35 de 38 partidos y marcó un récord de 114 goles. Junto con el Hoffenheim, avanzaron a la fase de grupos de la Europa League 2020-21, eliminando al Slovan Liberec y Gent en el proceso. El club fue eliminado en dieciseisavos de final por el AC Milan por goles a domicilio después de que la eliminatoria terminara 3-3 en el global.

### Hammarby IF
El 13 de junio de 2021, Milojević fue nombrado nuevo entrenador del Hammarby IF en Allsvenskan, tras el despido de Stefan Billborn. Firmó contrato hasta finales de 2024.El 13 de diciembre de 2021, fue despedido luego de haber buscado mudarse al Rosenborg BK noruego y visitar Trondheim sin el permiso del club, en un acuerdo que finalmente fracasó. La directiva del club calificó su comportamiento de "inaceptable" y afirmó que habían "perdido toda la confianza" en él.

### Malmö FF
El 7 de enero de 2022, Milojević fue nombrado nuevo entrenador del Malmö FF, tras la marcha de Jon Dahl Tomasson.Fue relevado de sus funciones el 29 de julio de 2022, un día después de que el equipo perdiera en la ronda de clasificación de la UEFA Champions League 2022-23 ante el FK Žalgiris de Lituania por un marcador global de 3-0.

### Estrella Roja
El 26 de agosto de 2022, regresó al Estrella Roja, esta vez como entrenador para reemplazar a Dejan Stanković.A pesar de quedar eliminados la fase de grupos de la Champions League, el equipo ganó posteriormente la Superliga y la Copa de Serbia. Al final de la temporada, el club de Belgrado anunció que Milojević no sería el entrenador del club la temporada siguiente.

### Al-Wasl
El 5 de junio de 2023, se anunció su llegada al banquillo del club emiratí, Al-Wasl.En su primera campaña, obtuvo el doblete al conquistar la UAE Pro League y la Copa Presidente. En mayo de 2025, el club anunció su salida tras la finalización de la temporada.

### Sarja
El 17 de junio de 2025, asumió al frente del Sharjah FC.

## Clubes

### Como jugador
| Club     | País                | Año       |
| -------- | ------------------- | --------- |
| FK Timok | Serbia y Montenegro | 2000-2005 |
| Hamar    | Islandia            | 2006      |
| Ægir     | Islandia            | 2007-2008 |
| Hamar    | Islandia            | 2009      |
| Víkingur | Islandia            | 2010-2011 |

### Como entrenador
| Club          | País     | Año           |
| ------------- | -------- | ------------- |
| Víkingur      | Islandia | 2015-2017     |
| Breiðablik    | Islandia | 2017          |
| Mjällby AIF   | Suecia   | 2018-2019     |
| Hammarby IF   | Suecia   | 2021          |
| Malmö FF      | Suecia   | 2022          |
| Estrella Roja | Serbia   | 2022-2023     |
| Al-Wasl       | EAU      | 2023-2025     |
| Sharjah FC    | EAU      | 2025-presente |

## Palmarés

### Como entrenador

#### Campeonatos nacionales
| Título              | Club          | País   | Año     |
| ------------------- | ------------- | ------ | ------- |
| Ettan Fotboll       | Mjällby AIF   | Suecia | 2018    |
| Superettan          | Mjällby AIF   | Suecia | 2019    |
| Copa de Suecia      | Malmö FF      | Suecia | 2021-22 |
| Superliga de Serbia | Estrella Roja | Serbia | 2022-23 |
| Copa de Serbia      | Estrella Roja | Serbia | 2022-23 |
| Copa Presidente     | Al-Wasl       | EAU    | 2023-24 |
| UAE Pro League      | Al-Wasl       | EAU    | 2023-24 |